# Тип 88 (зенитное орудие)
75-мм зенитное орудие Тип 88 (八八 式 七 糎 野 戦 高射砲 Hachi-hachi-shiki nana-senti Yasen Koshahō) — зенитная пушка, использовавшаяся Императорской армией Японии во время Второй китайско-японской войны и Второй мировой войны. Тип 88 получил обозначение из-за года, когда орудие было принято на вооружение — 2588 по японскому календарю(1928 год по григорианскому календарю). Тип 88 заменила более раннее 75-мм орудие Тип 11 и для своего времени было равным по характеристикам любому из его современников в западных армиях и считалось способным бороться с любыми целями, с которыми японская армия могла столкнуться на азиатском материке. Несмотря на то, что из-за усовершенствований в авиационной технике пушка устарела к 1941 году, она продолжала использоваться на многих фронтах до конца войны.

## История и разработка

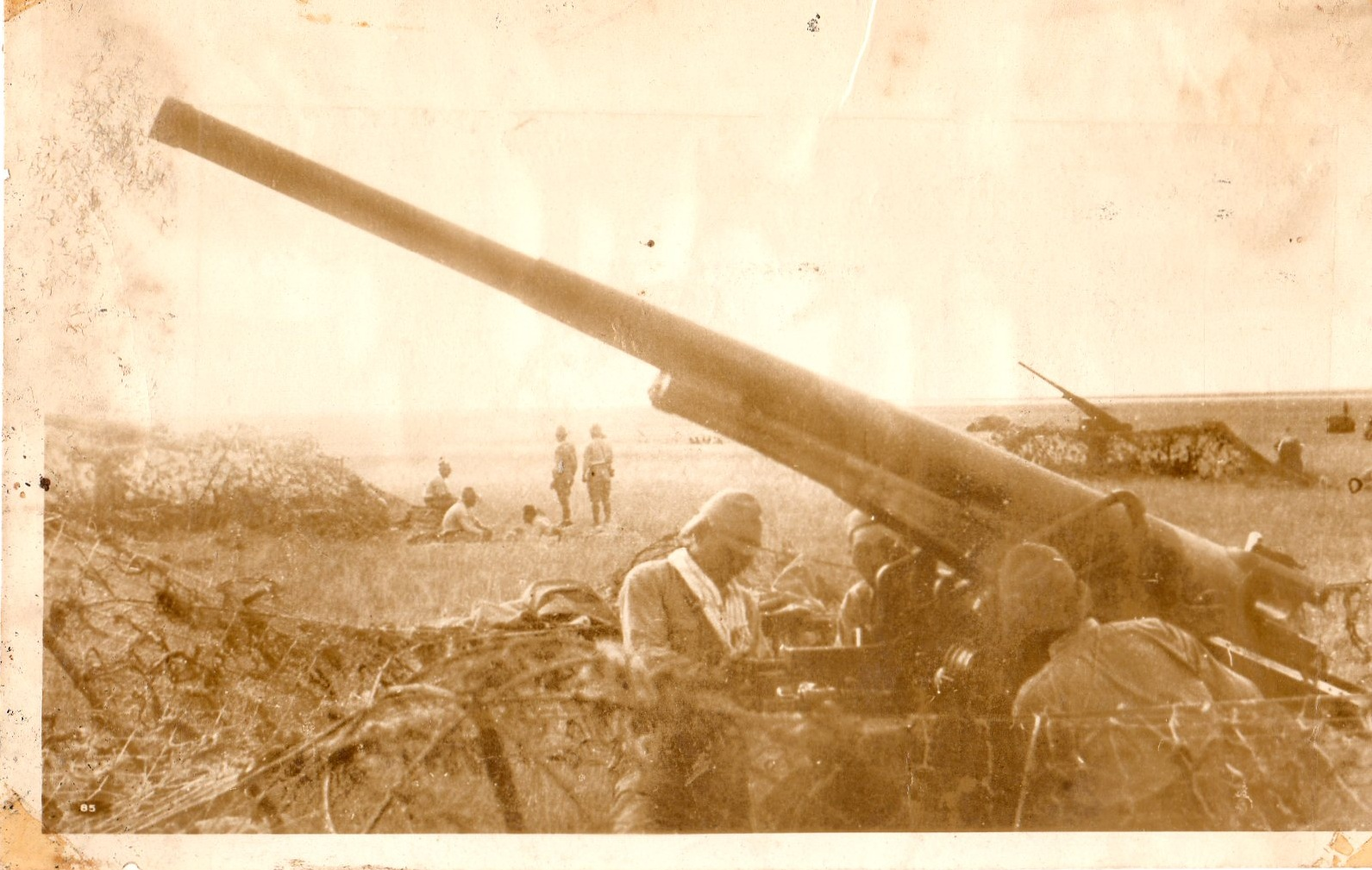
Батарея зенитных пушек Тип 88 2-го полка ПВО 1-й пехотной дивизии императорской армии

Конструкции 75-мм пушки Тип 88 была основана на исчерпывающей оценке армейским техническим бюро нескольких существующих заграничных проектов, объединив некоторые из лучших характеристик от каждого образца (особенно от применявшегося в Первую мировую
британского 76-мм орудия British Vickers QF 20 cwt) в новом японском орудии. Тип 88 превосходил Тип 11 по точности и дальности стрельбы.
75-мм пушка Тип 88 вступила в строй в период с 1927 по 1928 год и была развернута практически на каждой батарее противовоздушной обороны в качестве защиты от нападений со средних высот. Хотя для Японии Тип 88 было трудным и дорогостоящим оружием для производства ввиду ограниченных производственной инфраструктуры и технологий производства, оно производилось в большем количестве, чем любое другое среднее зенитное орудие, когда-либо находившееся на вооружении имперской армии. К моменту капитуляции Японии было выпущено 2000 единиц.
На ранних этапах Второй мировой войны военная разведка союзников первоначально предполагала, что японская Тип 88 была копией 88-мм германской зенитной пушки Flak 18 из-за её названия. Однако между этими двумя орудиями нет никакой связи. Путаница возникла из номенклатурной системы японской армии: «Тип 88» соответствует 2588 году в японском императорском летоисчислении, а не калибру пушки.

## Конструкция
Тип 88 имела цельный ствол со скользящим затвором, установленным на центральной опоре. Огневую платформу поддерживали пять станин, на каждой из которых (вместе с центральной опорой) вручную регулировалась винтовой ножкой для выравнивания. Для транспортировки каждая из станин складывалась, а ствол частично выдвигался.

## Боевое применение

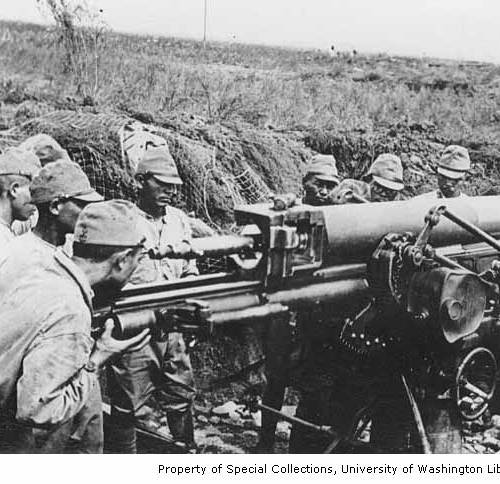
Тип 88 в качестве орудия береговой обороны на острове Атту, 1943

Находясь в составе батарей из 4 орудий, японская армия применяла Тип 88 во время вторжения в Маньчжурию, советско-японских пограничных войнах и Второй японо-китайской войны. В ходе боевых действий было выявлено, что высокоскоростные выстрелы Тип 88 оказались чрезвычайно эффективным противотанковым оружием при стрельбе по горизонтали.
Во время сражений за Иводзиму и Окинаву Тип 88 показала эффективность при стрельбе бронебойными снарядами по американским танкам М4 Шерман и как орудие береговой обороны. Преимуществом орудия была возможность поворота на 360 градусов, но одновременно оно имело проблемы с мобильностью, и поэтому Тип 88 был менее эффективен, когда стрелял по танкам из засады.
К концу войны многие Тип 88 были выведены с фронта и отправлены обратно на Японские острова, чтобы помочь укрепить противовоздушную оборону от налетов Союзников и подготовиться к возможному вторжению. Пушки передавались подразделениям гражданской обороны в крупных городах Японии, но его максимальная эффективная дальность стрельбы по вертикали составляла 7250 метров, что делало Тип 88 неэффективным против американских высотных бомбардировщиков B-29 Superfortress, которые могли подниматься до 9710 метров. Некоторые орудия были переданы батареям береговой обороны.

## Снаряды
- Зенитный
  - Тип 90 HE AA: выстрел: 8,94 кг, снаряд: 6,52 кг со взрывателем Тип 89 AA
- Осколочно-фугасный
  - Тип 90 HE: выстрел: 8,55 кг, снаряд: 6,35 с контактным взрывателем Тип 88 или с задержкой Тип 88
- Бронебойный
  - Тип 95 APHE: выстрел: 6,2 кг
- шрапнельный
- дымовой
- зажигательный
- осветительный